# Мутищенское сельское поселение
Мутищенское сельское поселение — упразднённое муниципальное образование в составе Ельнинского района Смоленской области России.
Административный центр — деревня Старое Мутище.
Образовано Законом Смоленской области от 20 декабря 2004 года. Упразднено Законом Смоленской области от 25 мая 2017 года с включением 5 июня 2017 года всех входивших в его состав населённых пунктов в Леонидовское сельское поселение.

## Географические данные
- Общая площадь: 204,79 км²
- Расположение: южная часть Ельнинского района
- Граничит:
  - на севере — с Пронинским сельским поселением
  - на северо-востоке — с Коробецким сельским поселением
  - на востоке — с Теренинским сельским поселением
  - на юге — с Рославльским районом
  - на западе — с Новоспасским сельским поселением
  - на северо-западе — с Ельнинским городским поселением
- Крупная река: Угра.

## Экономика
2 школы, 2 дома культуры, 1 сельхозпредприятие, 2 предприятия по переработке леса.

## Население
| 2011 | 2012 | 2013 | 2014 | 2015 | 2016 | 2017 |
| ---- | ---- | ---- | ---- | ---- | ---- | ---- |
| 524  | ↘504 | ↘470 | ↘460 | ↘431 | ↘424 | ↘408 |

## Населённые пункты
На территории поселения находилось 19 населённых пунктов.
- Старое Мутище, деревня
- Бабичи, деревня
- Барсуки, деревня
- Высокое, деревня
- Зубаревка, деревня
- Зубово, деревня
- Никиточкино, деревня
- Новое Мутище, деревня
- Новоселье, деревня
- Оболоновец, деревня
- Петуховка, деревня
- Погорное, деревня
- Ренда, деревня
- Седлецкий Починок, деревня
- Средний Починок, деревня
- Сухой Починок, деревня
- Угрица, деревня
- Фёдоровка, деревня
- Шевелево, деревня